# Ebora

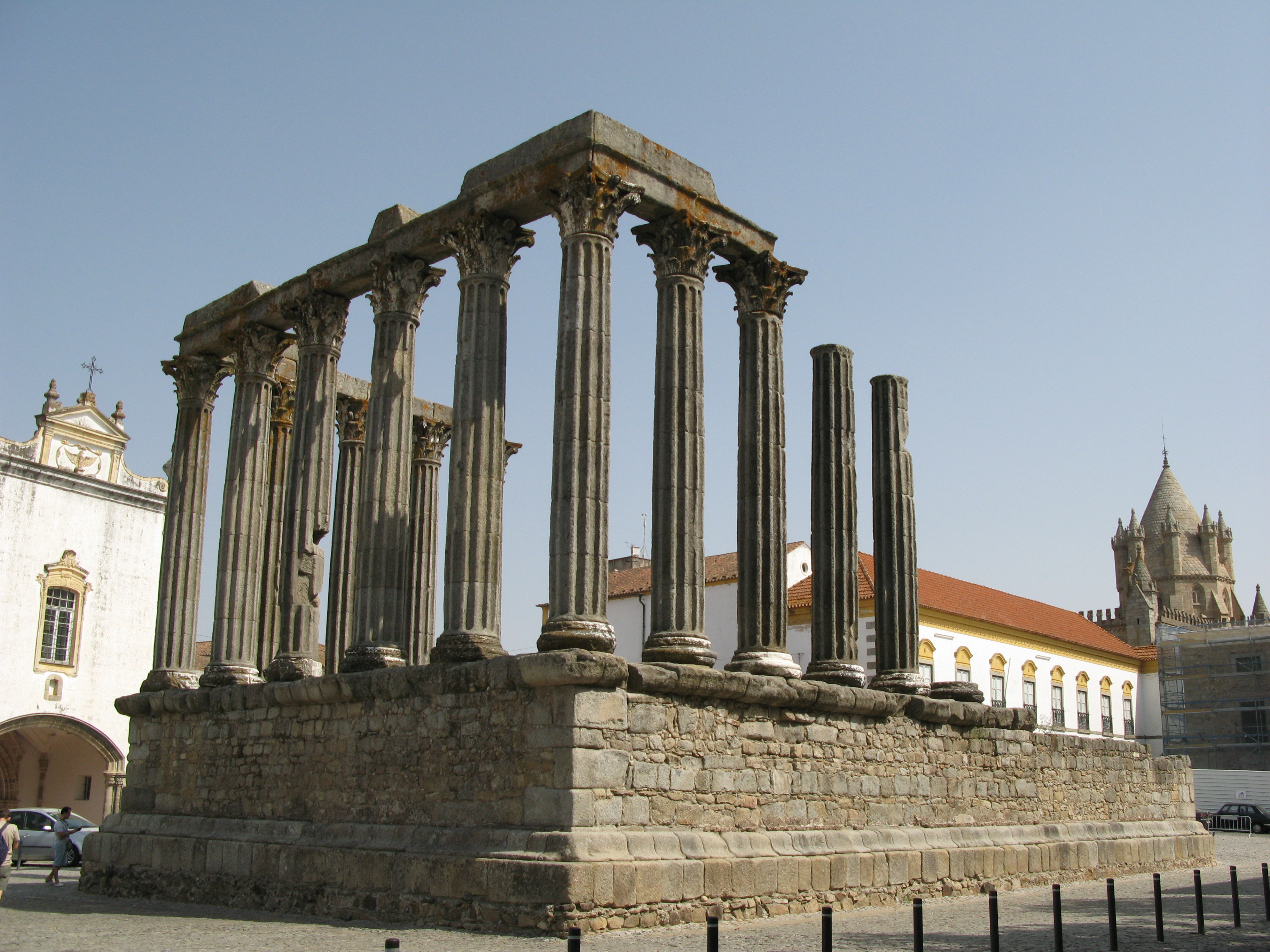
Templo romano de Évora

Ebora era, na época romana, a actual cidade portuguesa de Évora, no Alentejo. Por ter se mantido fiel a Júlio César nas guerras civis, recebeu como recompensa o título honorífico de Liberalidade Júlia (em latim: Liberalitas Julia). É possível, ainda que não confirmado arqueologicamente, que a cidade tenha sua origem num povoado fortificado pré-romano (ópido). A origem etimológica do nome Ebora é proveniente do celta antigo ebora/ebura, caso genitivo plural do vocábulo eburos (teixo), nome de uma espécie de árvore, pelo que o seu nome significa "dos teixos". A actual cidade de Iorque, no Norte de Inglaterra, na época do Império Romano, era denominada Eboraco/Eburaco, nome derivado do celta antigo Ebora Kon (Lugar dos Teixos), pelo que o seu nome antigo está etimologicamente relacionado com o da cidade de Évora.
O mais importante testemunho da Ebora romana é o Templo romano de Évora: sobre um pódio rectangular, com soco e simalha de cantaria de granito, erguem-se as colunas coríntias, com bases e capitéis de mármore de Estremoz e fustes de granito, que formavam um templo hexástilo períptero. É muito provável que o templo tenha sido dedicado ao culto do imperador na época de Augusto.
Além do templo, outros vestígios romanos são restos de banhos públicos escavados no interior do edifício da Câmara Municipal da cidade e vários lanços da antiga muralha romana, construída para defender a cidade no final da Antiguidade. Essa cerca foi a base da muralha moura e só foi superada no século XIV, com a construção de uma muralha de perímetro mais amplo.
Um outro monumento importante, referido pelo humanista eborense André de Resende, foi um arco de triunfo de rara beleza, ornado de quatro estátuas e de muitas colunas que foi demolido em 1570, para deixar livre a fachada da Igreja de Santo Antão, na Praça do Giraldo. Além dos monumentos públicos, havia também os privados, como o relevo de mármore representando uma dançarina (século II a.C.) e dois monumentos funerários de mármore, ornados de esculturas.